# Spessartyn
Spessartyn – minerał z gromady krzemianów, jest odmianą manganowo-glinową granatu. Należy do grupy minerałów rzadkich. 
Nazwa pochodzi od miasta Spessart w Bawarii w Niemczech, gdzie minerał ten odkryto po raz pierwszy.  

## Właściwości
Czyste spessartyny występują w przyrodzie rzadko, częściej spotykane są mieszaniny almandynowo-spessartynowe, nazywane espessandiny. 
Tworzy kryształy izometryczne (dwudziestoczterościany deltoidowe i dwunastościany rombowe), kryształy narosłe i wrosłe. Jest kruchy, przezroczystym przeświecający lub nieprzezroczysty. czasami tworzy kryształy mieszane z piropem ( -umbalit). Posiada skupienia ziarniste i zbite. Występuje w formie bliźniaków. Nie wykazuje dwójłomności oraz posiada wysoką dyspersję. Częstymi zanieczyszczeniami w strukturze są tytan, żelazo, magnez, wapń, woda oraz itr. Swój pomarańczowy kolor zawdzięcza obecności jonom magnezu.  

## Występowanie
Powstaje w etapie pegmatytowym. Występuje zazwyczaj w zmetamorfizowanych złożach manganu oraz skałach magmowych (pegmatytach i granitach); w skałach zmienionych kontaktowo, rzadziej w metamorficznych (skarnach), ryolitach i aluwiach. Towarzyszą mu kwarc, albit, akwamaryn, mikoroklin, szerlit, kwarc dymny, ortoklaz, skalenie, muskowit, elbait, spodumen, beryl, cyrkon, fluoryt i rodonit.

## Miejsce występowania
Na świecie
Madagaskar, Sri Lanka, USA (Kolorado, Kalifornia i Karolina Północna), Brazylia (Minas Gerais), Australia (Nowa Południowa Walia), Włochy, Namibia, Tanzania, Pakistan, Norwegia, Szwecja, Czechy, Austria, Grecja, Rosja (Ural), Niemcy, Finlandia, Chiny, Birma.
W Polsce
Został stwierdzony w rejonie masywu Strzegom-Sobótka (na Przedgórzu Sudeckim), Szklarach, Piławie Górnej (pegmatyty bloku Gór Sowich), Łomnicy (pegmatytu masywu karkonoskiego) okolicach Karpacza (Karkonosze) – w granitoidach i pegmatytach.

## Zastosowanie
- niektóre odmiany są wykorzystywane do wyrobu biżuterii[2]. (pierścionków, broszek i wisiorków)[6] najlepsze okazy pochodzą z Madagaskaru, Pakistanu, Indii, Chin, Brazylii, Cejlonu i Tanzanii[2].
- znaczenie naukowe i kolekcjonerskie[5].
- rzadki, kamień szlachetny[5].
- szlifowany fasetkowo[6] lub kaboszonowo[2].

## Galeria

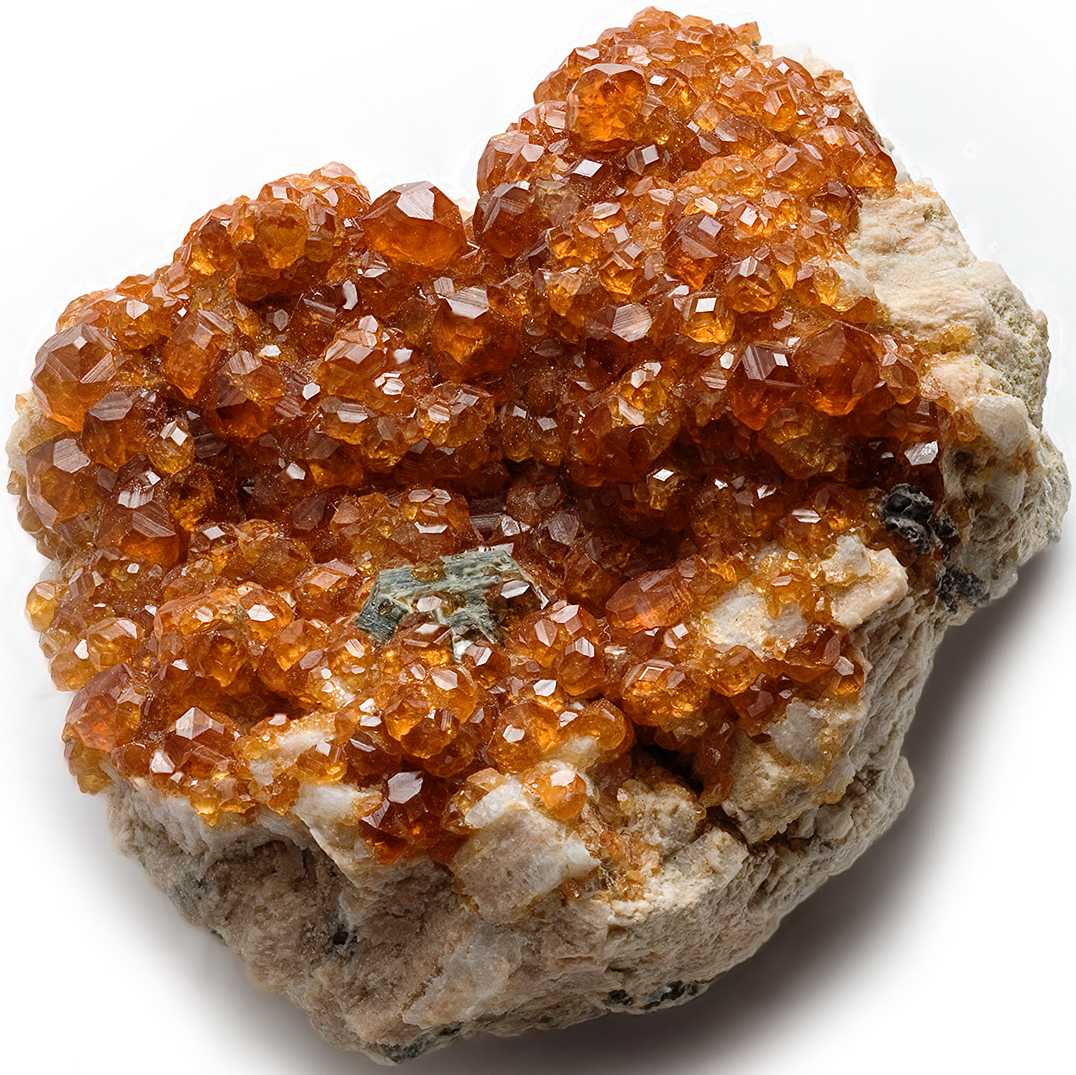
Granat spessartyn - Nani, Loliondo, Arusha Region, Tanzania.Spessartyn z Chin
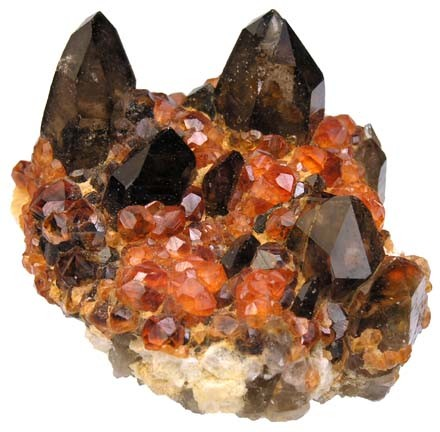
Spessartyn na kwarcu dymnym z Chin
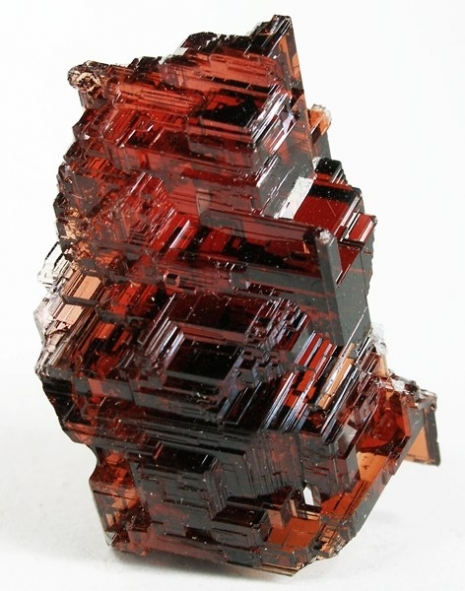
Czerwony okaz z Minas Gerais w Brazylii
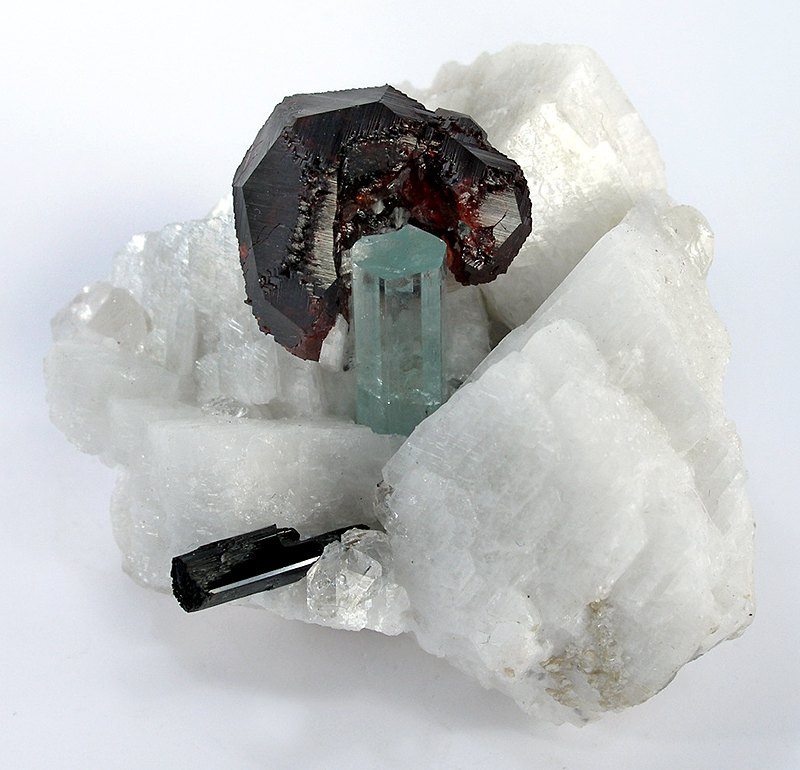
Brunatny okaz z akwamarynem na albicie z Pakistanu